# 比拉·邦迪
比拉·邦迪（英語：Beulah Bondi，1888年5月3日—1981年1月11日），女，美国演员。曾获得黄金时段艾美奖剧情类最佳女客串演员。